# Hard rock
Hard rock je podvrsta rocka. Nastao je sredinom šezdesetih nešto ranije nego stilski srodnik heavy metal. Kao naziv za ovaj glazbeni stil koristio se i sinonim heavy rock, koji se i danas koristi u svrhu pobližeg označavanja glazbenog pravca određenog sastava.
U svojoj osnovi ovaj stil je ostao dosljedan i nepodložan mijenama. Moćni riffovi, mačizam, gitarska sola i čvrsta ritam sekcija temeljne su značajke hard rocka.

## Povijest
Sam pojam hard rock potječe od glazbenih kritičara koji su krajem šezdesetih nastojali preciznije odrediti podvrstu koja se počela suvislije pojavljivati u vidu slobodnijeg eksperimentiranja s rockom kroz naglašeno snažnije sviranje blues rock riffova. Hard rock je po svojim glavnim značajkama uravnotežen između standardnog rocka, i blues rocka i ekstremnijeg heavy metala. Manje se služi improvizacijama u odnosu na blues rock, a nije ni toliko agresivan koliko heavy metal. Američki kritičar Ken Tucker drži da su i hard rock kao i progresivni rock i heavy metal nastali kao svojevrsna reakcija na veliku popularnost kantautora američke scene kraja šezdesetih. Hard rock se smatrao utočištem izvornog rock and rolla nasuprot širokoj prijemčivosti i popularnosti pop i folk glazbe.
Ovaj glazbeni žanr dobrim dijelom je nastajao i na koncertima tadašnjih rock izvođača. Glazbene skupine poput The Who, Yardbirds, Cream, Blue Cheer, Mountain, Free i drugi, uživo su zvučali žešće i gromoglasnije negoli na svojim studijskim izdanjima. Raniji koncerti Led Zeppelina imaju gotovo heavy metal zvuk, dok uživo nastupi sastava Cream spadaju u čistokrvni hard rock. Cream je tako prvi standardni hard rock sastav, koji osim uvođenja standardne postave basist, gitarist, bubnjar, uvodi i koncept instrumentalne virtuoznosti, čime su presudno utjecali na hard rock žanr.  Jedan od prvih sastava koji preuzima ovu formu je engleski The Jimi Hendrix Experience, premda su oba ova sastava osnovana iste godine 1966., s tek nekoliko mjeseci razmaka.
S američke strane skupina Iron Butterfly, osobitim načinom izvođenja psihodeličnog rocka utjecala je na kasnije i heavy metal i hard rock glazbenike. Skupina Cream razišla se 1968. godine. Iste godine na sceni se pojavljuju hard rock sastavi Grand Funk Railroad, navedeni Iron Butterfly, Led Zeppelin, Deep Purple i drugi, sačinjavajući razdoblje klasičnog hard rocka.

## Najznačajniji albumi
- Live at Leeds – The Who
- Deep Purple in Rock – Deep Purple
- Led Zeppelin I
- Led Zeppelin IV - Led Zeppelin
- A Night At the Opera - Queen
- Fire and Water – Free
- Rocks – Aerosmith
- Holy Diver – Dio
- Highway to Hell
- Back in Black – AC/DC
- Alive! – Kiss
- Van Halen – Van Halen
- Jailbreak – Thin Lizzy
- Strangers in The Night – U.F.O
- Appetite for Destruction – Guns N' Roses
- Whitesnake – Whitesnake
- Slippery When Wet – Bon Jovi